# Nijmegen Eendracht Combinatie 2017-2018
Questa voce raccoglie le informazioni riguardanti il Nijmegen Eendracht Combinatie nelle competizioni ufficiali della stagione 2017-2018.

## Rosa
Aggiornata al 26 gennaio 2018.
| N. |                        | Ruolo | Calciatore               |
| -- | ---------------------- | ----- | ------------------------ |
| 2  | Germania (bandiera)    | D     | Guus Joppen              |
| 4  | Paesi Bassi (bandiera) | D     | Ted van de Pavert        |
| 5  | Paesi Bassi (bandiera) | D     | Calvin Verdonk           |
| 6  | Paesi Bassi (bandiera) | C     | Mart Dijkstra (capitano) |
| 8  | Paesi Bassi (bandiera) | C     | Kevin Jansen             |
| 9  | Paesi Bassi (bandiera) | A     | Anass Achahbar           |
| 11 | Paesi Bassi (bandiera) | A     | Arnaut Danjuma           |
| 14 | Polonia (bandiera)     | D     | Wojciech Golla           |
| 15 | Curaçao (bandiera)     | D     | Suently Alberto          |
| 16 | Paesi Bassi (bandiera) | C     | Ferdi Kadioglu           |
| 17 | Martinica (bandiera)   | C     | Steeven Langil           |
| 19 | Paesi Bassi (bandiera) | A     | Sven Braken              |
| 20 | Paesi Bassi (bandiera) | A     | Mohamed Rayhi            |

| N. |                          | Ruolo | Calciatore         |
| -- | ------------------------ | ----- | ------------------ |
| 21 | Paesi Bassi (bandiera)   | C     | Jari Schuurman     |
| 22 | Germania (bandiera)      | D     | Michael Heinloth   |
| 23 | Paesi Bassi (bandiera)   | P     | Marco van Duin     |
| 24 | Portogallo (bandiera)    | C     | Janio Bikel        |
| 25 | Nuova Zelanda (bandiera) | C     | Michael den Heijer |
| 26 | Paesi Bassi (bandiera)   | P     | Maarten Paes       |
| 27 | Paesi Bassi (bandiera)   | A     | Ole Romeny         |
| 28 | Francia (bandiera)       | P     | Joris Delle        |
| 30 | Paesi Bassi (bandiera)   | D     | Frank Sturing      |
| 32 | Paesi Bassi (bandiera)   | A     | Dani Theunissen    |
| 34 | Aruba (bandiera)         | C     | Gregor Breinburg   |
| 45 | Paesi Bassi (bandiera)   | A     | Segun Owobowale    |